# Austrian International 1990
Die Austrian International 1990 als offene internationale Meisterschaften von Österreich im Badminton fanden vom 20. bis zum 22. April 1990 in Pressbaum statt.

## Sieger und Platzierte
| Disziplin    | Gold                                 | Silber                      | Bronze                                    |
| ------------ | ------------------------------------ | --------------------------- | ----------------------------------------- |
| Herreneinzel | Andrei Antropow                      | Stephan Kuhl                | Thomas Kirkegaard                         |
| Herreneinzel | Andrei Antropow                      | Stephan Kuhl                | Claus Thomsen                             |
| Dameneinzel  | Jelena Rybkina                       | Irina Serowa                | Ulada Tscharnjauskaja                     |
| Dameneinzel  | Jelena Rybkina                       | Irina Serowa                | Felicity Gallup                           |
| Herrendoppel | Dave Wright Nick Ponting             | Michael Keck Kai Mitteldorf | Christian Jakobsen Thomas Stuer-Lauridsen |
| Herrendoppel | Dave Wright Nick Ponting             | Michael Keck Kai Mitteldorf | Anthony Bush Peter Shepperd               |
| Damendoppel  | Jelena Rybkina Ulada Tscharnjauskaja | Wiktorija Pron Irina Serowa | Monika Cassens Petra Michalowsky          |
| Damendoppel  | Jelena Rybkina Ulada Tscharnjauskaja | Wiktorija Pron Irina Serowa | Marlene Thomsen Trine Johansson           |
| Mixed        | Christian Jakobsen Marlene Thomsen   | Nikolai Sujew Diana Koleva  | Ron Michels Sonja Mellink                 |
| Mixed        | Christian Jakobsen Marlene Thomsen   | Nikolai Sujew Diana Koleva  | Michael Keck Anne-Katrin Seid             |

## Finalergebnisse
| Disziplin    | Sieger                               | Finalist                    | Ergebnis          |
| ------------ | ------------------------------------ | --------------------------- | ----------------- |
| Herreneinzel | Andrei Antropow                      | Stephan Kuhl                | 15–1, 15–5        |
| Dameneinzel  | Jelena Rybkina                       | Irina Serowa                | 11–4, 11–4        |
| Herrendoppel | Dave Wright Nick Ponting             | Michael Keck Kai Mitteldorf | 15–3, 15–11       |
| Damendoppel  | Jelena Rybkina Ulada Tscharnjauskaja | Wiktorija Pron Irina Serowa | 9–15, 15–7, 15–9  |
| Mixed        | Christian Jakobsen Marlene Thomsen   | Nikolai Sujew Diana Koleva  | 15–5, 11–15, 15–6 |